# Ferralsol

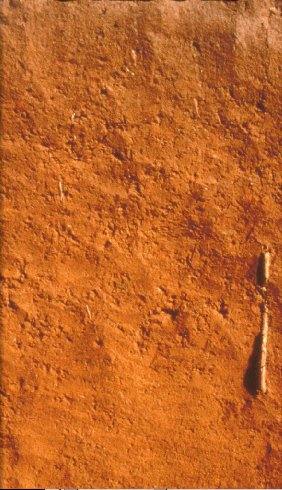
Gelblich-rot gefärbter Ferralsol.

Der Ferralsol ist eine Referenzbodengruppe der internationalen Bodenklassifikation World Reference Base for Soil Resources (WRB), der der klimatischen Region der immerfeuchten Tropen zugeordnet ist. Der Begriff ist ein Kunstwort, das sich aus den Wörtern Ferrum (Eisen), Alumen (Aluminium) und Solum (Boden) zusammensetzt.
Böden dieses Typs sind tiefgründig verwittert, sauer und meist intensiv gelb, orange oder rot gefärbt. Sie sind durch Dominanz von Kaolinit in der Tonfraktion sowie durch Anreicherung von Eisen- und Aluminium(hydr)oxiden gekennzeichnet. Ferner weisen sie eine extreme Nährstoffverarmung auf, die die landwirtschaftliche Nutzung vor große Herausforderungen stellt.
In der US-amerikanischen Klassifikation (Soil Taxonomy) werden sie als Oxisol bezeichnet. Allerdings sind die Oxisole breiter definiert und umfassen auch die meisten Plinthosole sowie viele Nitisole. In Deutschland wurden die Böden der feuchtwarmen Tropen früher unter der Bezeichnung Laterit oder Lateritboden zusammengefasst (Scheffer und Schachtschabel, Bodenkunde, 3. Auflage, 1952). In Mitteleuropa kommen sie nur als Reste tropisch-subtropischer Verwitterung aus dem Tertiär oder älteren Zeitepochen vor und sind stets von jüngeren Ablagerungen bedeckt. Diese Reste wurden in der Bodenkundlichen Kartieranleitung bis zur 3. Auflage (1983) als Latosol bezeichnet, seither als Ferrallit.

## Verbreitung

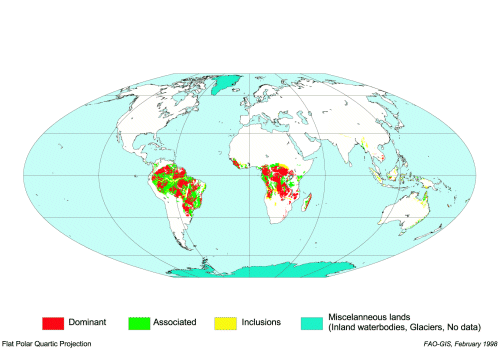
Bodenregionen, in denen Ferralsole vorkommen.

Für die Entstehung der tiefgründig und intensiv verwitterten Ferralsole müssen zwei Kriterien erfüllt sein: Zum einen müssen die Böden einer starken und kontinuierlichen Verwitterung unterliegen, und zum anderen muss diese Verwitterung bereits über einen extrem langen Zeitraum abgelaufen sein. Deshalb ist die Verbreitung der Ferralsole eng an bestimmte Regionen gebunden.
Das Verwitterungskriterium wird nur in den immerfeuchten Tropen erfüllt, also in den Gebieten des tropischen Regenwaldes sowie in Teilen der sich anschließenden Feuchtsavannen. Wegen dieser Bindung an eine bestimmte Klimazone gehören Ferralsole zu den zonalen Böden.
Aufgrund des Zeitkriteriums kommen sie aber nicht gleichmäßig in jeder feuchttropischen Region der Erde vor. Ihre Hauptverbreitungsgebiete sind vielmehr die alten Kontinentalschilde der Feuchttropen, die in Südamerika (v. a. Brasilien) und Afrika (v. a. Zentralafrika, Madagaskar und Westafrika) liegen. Auf diesen seit vielen Millionen Jahren ungestörten Oberflächen sind Ferralsole die absolut dominanten Böden. Weltweit nehmen sie etwa 750 Millionen Hektar ein.
Im tropischen Asien sind Ferrasole dagegen kaum verbreitet, denn dort kommt es durch Gebirgsauffaltungen (Himalayaausläufer in Indochina) und Vulkanismus (Indonesien, Malaysia u. a.) immer wieder zu einer Erneuerung der Oberflächen.
Außerhalb der feuchten Tropen sind sie nur als kleinflächige Relikte vergangener Klimabedingungen anzutreffen. In Deutschland gibt es kleine Reliktvorkommen aus dem Tertiär, die hier als Ferrallit bezeichnet werden.

## Entstehung
Wenn eine Oberfläche in den humiden Tropen über einen Zeitraum von mehreren Millionen Jahren ungestört verwittert, so bilden sich mehrere Zehnermeter tiefe Böden. (In Deutschland sind Böden selten über 2 m tief). Der Boden ist versauert und durch die langdauernde Auswaschung sehr nährstoffarm. Seine Bestandteile sind fast nur noch schwer verwitterbare Stoffe wie Quarz, Kaolinit sowie Eisen- und Aluminium(hydr)oxide, in geringeren Mengen auch Mangan- und Titan(hydr)oxide.
Die starke chemische Verwitterung beruht auf der kontinuierlichen Wasserversorgung und den beständig hohen Temperaturen der Feuchttropen. Dabei zerfallen die ursprünglich im Boden vorliegenden Primärminerale, so dass Kieselsäure (H4SiO4), „Basen“ (Nährstoffe wie K+, Ca2+ oder Mg2+) sowie Eisen und Aluminium freigesetzt werden. Nur die verwitterungsbeständigen Quarze bleiben bestehen.
Bei einer Reaktion von Kieselsäure mit Aluminiumhydroxid (Gibbsit, γ-Al(OH)3) können sich stabilere Sekundärminerale bilden. In Ferralsolen ist dies in erster Linie der Kaolinit. Diese sind aber sehr nährstoffverarmt und können kaum Nährstoffe festhalten. Außerdem entstehen verschiedene Eisen- und Aluminium(hydr)oxide.
Die Basen unterliegen nach der Zerstörung der Mineralien größtenteils der Auswaschung und verlassen den Standort. Nur sehr kleine Mengen können vom Boden zurückgehalten werden. Mit der Zeit wird auch die Kieselsäure größtenteils gelöst und ausgewaschen (Desilifizierung). Zurück bleiben nur Kaolinite sowie der Quarz und die widerspenstigsten Eisen- und Aluminium(hydr)oxide (Ferrallitisierung). Mangan- und Titanverbindungen sind seltener und nur regional von Bedeutung. Am Ende der Bodenentwicklung wird durch die Anreicherung der Verwitterungsreste (Residualakkumulation) ein Zustand erreicht, der schon fast den Charakter eines Erzes hat.

## Eigenschaften

### Bodenphysik
Die physikalischen Bodeneigenschaften der Ferralsole sind als mäßig bis vorteilhaft einzustufen.
Die Bodenart (Textur) kann sehr unterschiedlich sein, von stark sandig bis stark tonig. Die Tonfraktion wird dabei fast ausschließlich von geringwertigen Tonmineralen (v. a. Kaolinit) dominiert.
Die eigentliche Textur ist aber nur von untergeordneter Bedeutung, denn ein stabiles Aggregatgefüge, das durch eine Verbindung des Kaolinits mit den Oxiden entsteht, sorgt für die Ausbildung von „Pseudosand“. Obwohl die eigentliche Bodenart nicht zwingend sandig ist, bilden die Bodenbestandteile stabile Körner, die sich wie solcher verhalten. Als Folge weist der Boden eine hervorragende Wasserleitfähigkeit, Wärmeleitfähigkeit, Bearbeitbarkeit, Durchwurzelbarkeit und Belüftung auf. Auch das Erosionsrisiko ist sehr gering, da die Aggregate nicht verschlämmen und Niederschläge sehr schnell versickern. Allerdings kann der Pseudosand, genau wie richtiger Sand, kaum Wasser speichern, so dass es bei den Pflanzen in Trockenzeiten schnell zu Wasserstress kommen kann.

### Bodenchemie
Ferralsole weisen hohe Aluminium- und Eisengehalte auf und sind an Nährstoffen und Kieselsäure verarmt. Die bodenchemischen Eigenschaften müssen allgemein als nachteilig eingestuft werden.
Da die Böden mit großen Mengen an Aluminium- und Eisenoxiden angereichert sind, haben sie einen niedrigen pH-Wert. Dadurch kann stellenweise das für Pflanzen giftige Aluminium (Al3+) in Lösung gehen und den Bewuchs schädigen (Aluminiumtoxizität). Der Boden wird dadurch für empfindlich auf Aluminium reagierende Kulturen regelrecht giftig. Auch eine Mangantoxizität kann vorkommen.
Die Eisenverbindungen sind, wie auch in Deutschland, maßgeblich an der Bodenfärbung beteiligt. Sie bilden je nach Feuchtigkeit gelbe (Goethit, α-FeO(OH)) bis rote (Hämatit, Fe2O3) Verbindungen, die den Ferralsolen ihre intensiv leuchtenden Farben geben (Rubefizierung).
Außerdem führen die hohen Aluminium- und Eisengehalte zu einer starken Festlegung von Phosphor (P-Fixierung). Da das Element Phosphor ein Hauptnährstoff für Pflanzen ist, kann die P-Fixierung trotz intensiver Düngung zu Phosphormangel und Ertragsdepressionen führen.
Die Nährstoffhaltefähigkeit der Ferralsole verhält sich vollkommen anders, als bei uns. In mitteleuropäischen Böden werden positiv geladene Nährstoffe (v. a. K+, Ca2+, Mg2+ und NH4+) gespeichert, da die Böden eine mehr oder weniger hohe Kationenaustauschkapazität (KAK) aufweisen. Negativ geladene Nährstoffe wie Sulfat (SO42−) oder Nitrat (NO3−) können dagegen kaum gehalten werden, da die Anionenaustauschkapazität (AAK) hier fast fehlt.
In Ferralsolen ist die Nährstoffhaltefähigkeit – und damit die Fähigkeit, Pflanzen mit diesen zu versorgen – generell äußerst gering. Wegen der intensiven Verwitterung besitzen Ferralsole nahezu keine qualitativ hochwertigen Tonminerale mehr, die den Grundstock für die KAK darstellen. Das dort noch vorkommende Zweischicht-Tonmineral Kaolinit hat kaum Austauscherfähigkeiten. Da alle verwitterbaren Primärminerale bereits verschwunden sind, entfällt außerdem die Nährstoffnachlieferung aus dem Boden. Von daher enthalten die Böden schon von sich aus wenig Nährstoffe und vermögen diese beispielsweise nach Düngemaßnahmen auch nicht festzuhalten. Bereits nach ein oder zwei Regengüssen können nahezu alle Nährstoffe unwiederbringlich ausgewaschen sein. Die effektive Kationenaustauschkapazität der Ferralsole tendiert oft gegen null und überschreitet nie den (sehr geringen) Wert von 12 cmol+/kg Ton.
Durch die sauren pH-Werte des Bodens können aber durchaus positive Ladungen entstehen, so dass eine zum Teil hohe AAK aufgebaut wird. Ferralsole haben daher selten Probleme mit der Nitratauswaschung, wie sie in Deutschland allgegenwärtig sind.
Eine Besonderheit der Ferralsole ist die als geric bezeichnete Eigenschaft, dass der pH-Wert im Calciumchloridextrakt höher ist als in destilliertem Wasser. In mitteleuropäischen Böden verhält sich dies stets gegenteilig.

### Bodenbiologie
Wegen der hohen Temperaturen und der immerfeuchten Verhältnisse ist das Bodenleben in Ferralsolen sehr intensiv.
Im Oberboden liegen relativ hohe Humusgehalte von mindestens 1,4 Masse-% vor. Die Umwandlung aller organischen Abfälle erfolgt so rasant, dass Streu innerhalb weniger Tage bis Wochen vollständig umgesetzt ist, so dass es auch bei einem hohen Streuaufkommen fast keine organische Auflage gibt. Im Unterboden liegen geringe Humusgehalte und kaum noch Nährstoffe vor. Die Horizontgrenze ist wegen des regen Bodenlebens (Termiten, Tausendfüßler, Ameisen etc.) diffus.
Der Stoffkreislauf des Regenwalds ist sehr eng und schnell. Alle frei werdenden Nährstoffe werden sofort wieder vom Bewuchs aufgenommen oder ausgewaschen. Ein Großteil der Nährstoffe ist außerdem in den Pflanzen und nicht im Boden gespeichert. Wird eine Fläche gerodet, so sind damit auch die Nährstoffe in kürzester Zeit verschwunden.

## Horizontierung
Nach der WRB liegt ein Ferralsol dann vor, wenn
- die ersten 15 Referenzbodengruppen nicht zutreffen und
- oberhalb des ferralic Horizont kein argic Horizont (Tonverlagerung) vorliegt (es sei denn, sein Gehalt an wasserlöslichem Ton beträgt weniger als 10 Masse-%, oder sein pH in Wasser ist niedriger als sein pH in KCl, oder sein Gehalt an organischem Kohlenstoff beträgt mindestens 1,4 Masse-%) und
- der Boden einen ferralic Horizont hat, der innerhalb von 150 cm beginnt.

Der ferralic Horizont hat folgende wesentlichen Kriterien:
- die Bodenart ist sandiger Lehm oder feiner mit mindestens 8 Masse-% Ton und
- die potentielle KAK ist niedrig mit Werten unter 16 cmolc/kg Ton und
- der Anteil der in den humiden Tropen instabilen Primärminerale liegt bei weniger als 10 % (Partikelzahl) in der Fraktion 0,05 bis 0,2 mm und
- keine vitric oder andic Eigenschaften liegen vor und
- die Mächtigkeit beträgt mindestens 30 cm (oft viele Meter).

## Nutzung
Unter natürlichen Bedingungen wächst auf Ferralsolen ein tropischer Regenwald mit einem geschlossenen Nährstoffkreislauf. Sobald der Wald für die Landwirtschaft gerodet wird, kommt es zu einer Unterbrechung des Kreislaufes und großen Problemen, insbesondere mit der Nährstoffbalance.
Ohne eine beständige und intensive Düngung (hoher Input) ist eine Dauernutzung mit Feldfrüchten unmöglich, da die Böden sofort auslaugen. Die traditionelle, und auch optimale, Nutzung erfolgt über den Wanderfeldbau (Shifting Cultivation). Dabei müssen nach nur einer Kulturperiode Brachephasen von 10–30 Jahren eingeplant werden, um eine Erholung der Flächen zu gewährleisten. Dies macht den Wanderfeldbau zu einer sehr flächenintensiven Nutzung. Auf Grund der Bevölkerungsentwicklung können die Bauern in vielen betroffenen Staaten diese Zeiten nicht mehr einhalten. Eine Folge ist ein deutliches Absinken der Erträge.
Bei einer Intensivnutzung muss intensiv gekalkt und mehrmals im Jahr gedüngt werden. Auch eine ständige Zufuhr von Mulch hilft, die Fruchtbarkeit zu halten. Diese Form der Bewirtschaftung können Kleinbauern aber in der Regel nicht finanzieren. Außerdem tritt eine enorme Nährstoffauswaschung auf.
Dagegen kann ohne großen finanziellen Aufwand eine nachhaltige Agroforstwirtschaft betrieben werden, bei der Kulturpflanzen im natürlichen System des Waldes ohne vollständige Rodung integriert werden. Diese Form der Bewirtschaftung wird z. B. traditionell in Teilen Papua-Neuguineas betrieben.
Dem Agroforst am nächsten kommen langjährige Plantagen, die, auch wenn sie die Natur in großen Maßen beeinflussen können, doch ein einigermaßen an Ferralsole angepasstes Bewirtschaftungssystem darstellen. Vor allem die ständige Bedeckung des Bodens ist ein großer Vorteil dieses Systems.
Je nach örtlichen Gegebenheiten können die Aluminiumgehalte im Boden Bauwürdigkeit erreichen. Bauxit basiert in vielen Fällen auf rezenten oder fossilen Böden dieser Art. Da entsprechende Abbaugebiete oft nicht hinreichend rekultiviert werden und oft ein Problem mit Rotschlamm besteht, ist diese Nutzung jedoch oft mit einer – auch nach Abschluss des Bergbaus erfolgenden – landwirtschaftlichen Nutzung inkompatibel.